# Streljačina
Streljačina (po angleško »shoot 'em up«; slovenska beseda streljačina se lahko prevede tudi kot »shooter«, vendar slednja označuje širši žanr in se večinoma uporablja za prvoosebne strelske igre) označuje žanr tretjeosebnih videoiger, ki temelji na streljanju in izogibanju sovražnikovih strelov. Od igralcev zahtevajo hitre reflekse, sposobnost zapomnjenje vzorcev in intenzivno vajo. Cilj streljačin je doseči čim več točk, in za razliko od mnogih žanrov, priti do konca neke igre, oz. jo "obrniti", ni pomembno. 
Streljačine sodijo med najstarejše žanre video iger, in so močno prisotne med najzgodnejšimi primeri omembe vrednih video iger: Spacewar! (ena najstarejših video iger), Computer Space (prva arkadna konzola) in Space Invaders (igra, ki je začela t. i. zlato obdobje arkadnih iger v ZDA). Od sredine osemdesetih let dvajsetega stoletja pa vse do danes veljajo streljačine za "japonsko" zvrst video iger; praktično vsi proizvajalci streljačin so japonski, in večina iger ni nikoli izdanih zunaj japonske. 
Večina streljačin vzame tematiko iz znanstvene fantastike (vesoljska plovila, nezemljani, itd.) ali neke stilistično dodelane podobe druge svetovne vojne. Obstajajo tudi podžanri, kot so srčkane streljačine, oz. po angleško "cute 'em up", ki namesto vojaških elementov in temačnih barv uporablja lahkotne elemente in žive barve (namesto vesoljske ladje je protagonist mlada čarovnica, sovražniki so razne "srčkane" fantazijske živali, itd.). Določene sobe v nekaterih video igrah, ki sicer spadajo v druge žanre, uporabljajo format streljačine (Super Mario Land, Wonderboy III - Monster Lair, Kid Icarus).   

## Zgodovina streljačin

#### Začetki
Streljačine sodijo med najstarejše video igre. Črno ozadje ki predstavlja vesolje in groba oblika vesoljske ladje, sestavljane iz nekaj pixlov, sta povsem ustrezali nivoju tehnologije. Leta 1962, na primer, so Wayne Wutanen, Martin Graetz in Stephen R. Russel izdelali prvo vesoljsko strelsko igro za dva igralca, imenovano Spacewar! na Tehnološkem inštitutu Massachusettsa. Deset let kasneje je Nolan Bushnell, ustanovitelj Atarija, izdelal prvo video-igralno konzolo z naslovom Computer Space. 
Leta 1978 je Taito izdal video-igralno konzolo z naslovom Space Invaders. Igro je z velikim navdušenjem sprejela japonska in ameriška publika, in evforija, ki jo je takrat povzročala, je še danes stvar legend. Velja za prvo japonsko igro, ki je uspela v ZDA (pred njim so ameriški trg obvladali domači proizvajalci kot so Atari, Midway, itd.)in prvo video-igralno konzolo, ki je bila pretvorjena za domače konzole (za konzolo Atari 2600). Čeprav ne velja za prvo streljačino (poleg že omenjenih Space War! in Computer Space, so jo prehiteli določene zgodnje streljačine podjetja Atari, na primer Missle Radar (1974) in Guided Missle (1977)), vsekakor velja za prvo igro, ki je močno vtisnila streljačine, pa tudi video igre nasploh, v zavest širše javnosti.
Space Invaders predstavlja po mnenju nekaterih začetek t. i. zlatega obdobja video igralnic. Sledila ji je vrsta streljačin, ki so uporabljale podoben format.  Igre, ki temeljijo na istem principu kot Space Invaders (čete sovražnike na vrhu ekrana, protagonist na dnu ekrana, ki strelja gor proti sovražnikom in se premika horizontalno, statičen kadr, ki se spremeni le takrat, ko igralec pobije vse sovražnike) so danes znane kot proto-streljačine (angl. "proto-shoot 'em ups"), saj vsebujejo le nekatere elemente tega, kar danes razumemo pod besedo "streljačina": temeljijo na streljanju in izogibanju sovražnikovih strelov, ključna naloga igralca je doseči čim več točk. Drugi omembe vredni primeri t. i. proto-streljačin iz tega obdobja so Galaga (Namco, 1981), Centipede (Atari, 1981).

#### Gradius, R-Type in vznik streljaških franšiz
Ključni premiki v zgodovini streljačin so se zgodili že na začetku osemdesetih. Defender (Williams, 1980) je prva streljačina, ki je uporabila stranski pogled; Scramble (Konami, 1981), je prva streljačina, ki je uporabila stranski pogled in horizontalno premikanje kadra z razločenimi sobami; Caverns of Mars (Atari, 1981) velja za prvo streljačino, ki je uporabila horizontalno premikanja kadra, ki se ni neskončno nadaljevalo.
Ena od najbolj odmevnih zgodnjih streljačin je bila Xevious (Namco, 1982). Ta igra, ki je uporabila vertikalno premikanje kadra, je uvedla nekaj zelo pomembnih novosti. Poleg sovražnikov v zraku so tudi bili sovražniki na kopnem, ki jih je bilo mogoče uničiti le s spuščanjem bomb, torej velja za prvo streljačino, ki je uporabila večplastni sistem. Čeprav je bilo premikanje kadra neskončno oz. neprekinjeno, je igralec vsakih nekaj minut srečal t. i. bossa, oziroma šefa stopnje; gre za prvo streljačino, ki je vključial ta element, ki je v nadaljnji zgodovini streljačin postal eden najbolj značilnih za žanr. Z razmeroma realističnim ozadjem, ki predstavlja zemeljski teren z gozdovi, jezeri, itd., je Xevious tudi naredil pomemben korak v videzu in stilistiki streljačin.
Leta 1985 je Konami združil zgoraj naštete inovacije in še dodal nekaj ključnih elementov, ter tako ustvarila Gradius (Konami, 1985; igra je v določenih trgih znana pod imenom Nemesis), video-igralna konzola, ki v vseh vidikih ustreza današnjemu pomenu besede streljačin: uporabila je horizontalno premikanje kadra z omejenim številom sob s fiksno postavitvijo, šefe na koncu sob, in razvit sistem priboljškov (angl. "power-ups"). Iz vidika oblikovanja iger je naredil pomemben prispevek s tem, da je namesto okornih pixlov razvil številne značilne like, kot so prepoznavni protagonist Vic Viper, kipe Moai, ki se pojavljajo kot sovražniki, prepoznavni šefi sob, ki jih lahko igralec ubije le s strelom v jedro oz. "core", itd. Vse to je privedlo do izjemnega uspeha Gradiusa, zlasti na japonskem, ter služilo kot temelj za prvo pravo streljaško franšizo. Sledili so pretvorbe za številne domače konzole in računalnike ter nadaljevanja.  
Osnovni format, ki ga je uvedel Gradius, in ki je temeljil na samodejnem (horizontalnem ali vertikalnem) premikanju kadra, omejenega števila sob (po navadi 5) s šefi na koncu, in sistemom priboljškov je služil kot temelj za nove streljaške franšize. Z Željo doseči podoben uspeh kot Gradius so mnoga podjetja v tem obdobju lansirala streljaške franšize. Tako je Taito na primer ustvaril serijo iger Darius, ki uporabljajo isti format kot Gradius in imajo stiliziran pečat, ribam podobne sovražne ladje. Poleg Gradiusa je Konami ustvaril seriji Twin Bee in Parodius. Gre v obeh primerih za srčkane streljačine; prva vključuje srčkane fantazijske elemente in naj bi povečalo zanimanje ženskih igralk za streljačin; druga je parodija na Gradius. Podjetje Toaplan, ki bo igralo ključno vlogo v nadaljnjem razvoju streljačin, je pa bil prisoten v tem obdobju s serijami Tatsujin in Kyokujuu Tiger ter kopico posamičnih iger. Z izjemo Toaplanovih streljačin, je večina teh serij iger doživela veliko pretvorb za domače konzole.
Poleg Gradiusa je to obdobje v zgodovini streljačin močno zaznamovala igra R-Type razvijalca Irem. Gre za igro, ki uporablja isti format kot Gradius, a v svojih detajlih predstavlja ogromen korak v smer sodobnih streljačin in tudi video igric nasploh. Igra, ki je tako kot Gradius dobila niz nadaljevanj in pretvorb, je sposodila temačen, znanstveno-fantastičen stil filmov serije Osmi potnik (drugi del te serije je ravno v tem času igral v kinematografih). S svojo grafiko, ki je bila zelo napredna za to obdobje, in temnačno podobo vesolja, ki kaže očiten vpliv umetnosti H.G. Geigerja, velja R-Type za daljni sorodnik skorajda vseh temačnih vesoljskih video iger. Druga pomembna novost, ki bo zelo pomembno za nadaljnji razvoj streljačin (in celo ključno za to, da je ta žanr še vedno aktualen), je bila zelo visoka stopnja težavnosti. V primerjavi z današnjimi igrami veljajo video-igralne konzole osemdesetih nasploh za zelo zahtevne. R-Type pa je s stopnjo težavnosti šla korak dlje. Precejšen del uspeha te igre izvira prav iz tega, da ni namenjena pasivnim igralcem, saj zahteva na sekundo natančno zapomnjenje vzorcev metkov in sovražnikov za napredek, kar je bilo mogoče samo z večkratnimi poskusi (upoštevajoč to, da je šla za igralno konzolo, je to pomenilo, da je igralec, ki je hotel biti uspešen pri R-Type-u, moral v to vložiti precej denarja). Okrog R-Type-a se je torej prvič začelo oblikovati jedro igralcev, predanih streljačinam.

#### Zaton streljačin
Že na začetku osemdesetih so se začele spremembe, ki se bojo izkazali za usodne za streljačine. V ZDA je po začetku osemdesetih močno začel upadati obisk video igralnic, kar mnogi označijo kot konec zlatega obdobja video igralnic. Veliko (po nekaterih ocenah večina) video igralnic, ki so se pojavile med bumom na koncu sedemdesetih, je zaprlo svoja vrata. Leta 1983 pa se je zgodil zlom trga z domačimi konzolami in igrami, ki je za posledico imelo to, da so mnogi odpisali video igre kot muho enodnevnico.
Vse to je močno spodjedlo dobičkonosnost streljačin v video igralnicah. Zadnja streljačina, ki se je uvrstila na lestvice najbolj dobičkonosnih video igralnih konzol, je bil Raiden.